# 普杜瓦耶尔
普杜瓦耶尔（Puduvayal），是印度泰米尔纳德邦Sivaganga县的一个城镇。总人口9079（2001年）。

## 人口
该地2001年总人口9079人，其中男性4507人，女性4572人；0—6岁人口1069人，其中男595人，女474人；识字率73.51%，其中男性为80.87%，女性为66.25%。